# The Fire Theft
The Fire Theft – zespół rockowy założony w Seattle. W skład grupy wchodzą: Jeremy Enigk (wokal, gitara), Nate Mendel (gitara basowa) i William Goldsmith (perkusja). Wszyscy rozpoczynali swoją karierę w Sunny Day Real Estate. The Fire Theft powstał po rozwiązaniu poprzedniego zespołu. Mendel oraz Goldsmith byli członkami Foo Fighters.

## Dyskografia
- The Fire Theft (2003, Rykodisc)
- Hands on You (EP, 2004, Rykodisc)